# Prix de la première œuvre littéraire francophone
Le Prix de la première œuvre littéraire francophone est attribué chaque année par l'association des écrivains de langue française, l'ADELF, reconnue d'utilité publique depuis le 19 juillet 1952, dont le but est de « promouvoir l’œuvre des écrivains qui, à travers le monde, s’expriment en français ». Le prix est ouvert aux « écrivains de langue française pour une première œuvre ». Il est co-décerné avec l’Association des Membres de l’Ordre des Palmes Académiques depuis sa création en 2012.

## Liste des lauréats

### 2012
- Thierry Fleuriau-Chateau, pour Citoyens du Monde. Les Mauriciens sont des gens comme les autres, Éditions Thierry Chateau
- Gérard Bejjani, pour Parenthèse, Éditions L'Harmattan
- Julien Maret, pour Rengaine, Éditions José Corti

### 2013
- Ilaria Gremizzi, pour Les nigauds de l'oubli et autres saloperies, Le Castor Astral
- Nayla Aoun Chkaiban, pour Celle que tu es devenue. 1910-1920 : un destin libanais, Éditions Tamyras
- Léonard Crot, pour Les Pommiers de la Baltique, Éditions de l'Aire

### 2014
- Anne-Sophie Subilia, pour Jours d'agrume, Éditions de l'Aire
- Fiston Mwanza Mujila, pour Tram 83, Éditions Métaillé
- Ronald C. Paul, pour Les enfants des cyclones, Éditions Le Soupirail

### 2015
- Sophie Colliex pour L’enfant de Mers-El-Kebir, Éditions Encre Fraîche

### 2016
- Yann Fortier pour L'angoisse du paradis, Éditions du Marchand de feuilles
- Guillaume Rihs, pour Aujourd'hui dans le désordre, Éditions Kero

### 2017
- Sabine Zaalene pour Vieille branche, éditions art&fiction
- Mahir Guven pour Grand frère, éditions Philippe Rey

### 2018
- Jadd Hilal pour Des ailes au loin, Éditions Elyzad
- Romain Buffat pour Schumacher, éditions D’autre Part - mention spéciale[2].